# Cándida del Castillo
 (octobre 2024).
Améliorez-le ou discutez des points à vérifier. 
Cándida del Castillo est une journaliste anarcho-communiste espagnole, née le 21 décembre 1905 à Madrid et morte le 5 décembre 1992 dans la 1er arrondissement de Paris.
Elle est la mère de l’écrivain franco-espagnol Michel del Castillo. Son fils l’appelle « Clara del Monte » dans certains de ses ouvrages.

## Biographie
Cándida del Castillo naît le 21 décembre 1905 à Madrid sous le nom de Cándida Isabel Castillo Martinez.
Adulte, elle vit à Salamanque au 29 rue Castello ; elle épouse un Français, Michel Georges Janicot, qui est employé au Crédit lyonnais de Madrid ; à l’approche de la guerre civile, face à la montée des dangers, il retourne vivre en France alors que leur enfant, Miguel Janicot del Castillo (né en 1933 à Madrid, ultérieurement connu sous le nom de Michel del Castillo), est âgé de 2 ans. Il occupe alors un poste de cadre commercial chez Michelin ; Cándida del Castillo et leur fils doivent le rejoindre, mais les plans sont retardés. Lorsque Michel Georges Janicot revient au printemps 1936 pour les récupérer, il découvre que sa femme a renoué avec un ancien amant, dont elle a eu deux fils par le passé ; les plans de fuite en France sont en conséquence annulés.
Cándida del Castillo est proche du parti républicain de Manuel Azaña. Pendant la guerre d'Espagne, elle s'inquiète du sort de prisonniers politiques et condamne l'assassinat de José Calvo Sotelo, ce qui lui vaut d'être détenue par les républicains dans un ancien couvent transformé en prison,. Elle est plus tard condamnée à mort par l’autre bord franquiste.
Libérée, Cándida del Castillo retourne à son appartement de la rue Castello à Salamanque et retrouve la garde de son fils. Elle épouse José Sfax, un lieutenant des Brigades internationales qui meurt au front quelques mois plus tard. Sous le nom d'Isabel, elle écrit dans la presse républicaine et devient populaire pour ses chroniques sur Radio Madrid ; elle vit alors avec un chef de la police politique du Parti communiste espagnol.
Cándida del Castillo et son fils, Michel del Castillo, fuient l'Espagne pour la France le 8 mars 1939 : ils partent pour Valence et embarquent pour la France en choisissant de passer par Oran en Algérie française. Elle retrouve Michel Janicot à Marseille, mais il a été informé de son mariage avec Sfax et refuse de renouer avec elle. Il leur trouve cependant un appartement près de Vichy, les sortant du centre d'hébergement local pour exilés espagnols, et verse une pension alimentaire à son ex-épouse. Elle trouve un travail d'entraîneuse au Casino de Vichy.
Au début de la seconde guerre mondiale, elle cache plusieurs fois son fils dans des fermes des environs. En 1940, elle emménage à Clermont-Ferrand où travaille son ex-mari. Elle reproche à celui-ci de l'avoir abandonnée ainsi que son fils, et de les avoir condamnés à la misère ; Janicot, en retour, la dénonce au commissariat en tant qu’étrangère indésirable.
Cándida del Castillo est alors internée au camp de Rieucros, à Mende, en Lozère. Elle écrit au préfet pour pouvoir récupérer son fils de 7 ans, qui la rejoint en camp d'internement. À la fin de l'année, elle est transférée à l'hôpital de Montpellier et s'en évade avec des papiers volés au nom de « Blanche Azéma ». Elle se cache plusieurs mois en banlieue de Montpellier avec son fils, puis embarque pour Marseille avec l'objectif de gagner le Mexique, en vain.
En 1942, elle part à Paris avec un Allemand. Elle livre son fils à la police allemande et disparaît, tandis que son fils d’environ 10 ans est envoyé en camp de travail en Allemagne pour le reste de la guerre,, : il ne reverra pas sa mère avant mai 1955, quand il la retrouve par hasard rue des Archives à Paris.
Cándida del Castillo meurt le 5 décembre 1992 (ou 1995) dans le 1er arrondissement de Paris.

## Postérité
Michel del Castillo lui consacre plusieurs de ses romans, dont Tanguy, La Gloire de Dina, Rue des Archives et Les Étoiles froides.